# Waldbauer–Kerpely-vonósnégyes
A Waldbauer–Kerpely-vonósnégyes a 20. század elejének legnagyobb hatású magyar kvartettje a kortárs művek propagálásával. Ők mutatták be – többek között – Bartók Béla Magyarországon keletkezett első négy, Kodály Zoltán mindkét vonósnégyesét.

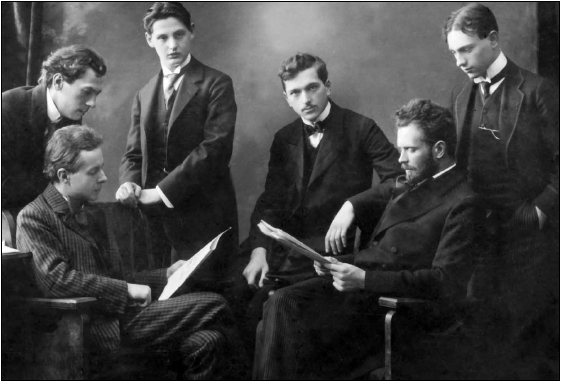
Székely Aladár fényképén: Waldbauer–Kerpely-vonósnégyes: Kerpely Jenő, Waldbauer Imre, Molnár Antal, Temesváry János
Bartók Béla (balra) és Kodály Zoltán (jobbra), 1910-ben

Tagjai a Zeneakadémia frissen végzett növendékei (később tanárai):
- I. hegedű: Waldbauer Imre
- II. hegedű: Temesváry János
- brácsa: Molnár Antal
Kornstein Egon (1912–23)
- gordonka: krassai Kerpely Jenő lovag.

A kvartett két alappillére Waldbauer Imre és Kerpely Jenő volt.  A vonósnégyes fennállásának 25 éves évfordulóján (1935 március 19) is azokon a helyeken ültek, ahol kezdetben.  Temesváry János a kvartett első 14 évében második hegedűn játszott,  majd amikor Kornstein Egon 1923-ban kivált, akkor átvette a brácsás szerepét. Másodhegedűn Temesváry után Keszler Jenő, majd Melles Béla,  azt követően pedig Országh Tivadar játszott. Másodhegedűsként a korán elhunyt Hannover György is játszott. Kornstein Egon 1912-1923 között volt az együttes tagja.

## Története
Az első koncertre Kerpely Jenő angliai hazatérése után került sor. Az alkalmi társulás Bartók és Kodály műveinek előadására alakult, és adott koncertet. Első koncertjük 1910. március 17-én volt a Royal Szálló dísztermében, amikor Kodály szerzői estjén I. vonósnégyesének ősbemutatóját tartották. Második fellépésük két nappal később ugyanitt Bartók I. kvartettjének premierjével volt. 
- "Végre egy koncert" - írta a korabeli Budapesti Hírlap zenekritikájában - "melyhez a magyar zenehistóriásnak is köze van.  A műveket bemutató Waldbauer-vonósnégyes társaság megérdemelt tapsot kapott. Tűzzel, lélekkel játszottak..."
- "Waldbauer, Kerpely, Molnár és Temesváry. Négy név, melyhez sok eseményes koncert fog még fűződni" - Kuncz Aladár a Nyugatban.[1]

A kvartett olyan sikerrel szerepelt, hogy az alkalmi társulás állandóvá változott, és 1910-től fogva járták a hazai és külhoni koncerttermeket, mindenütt elismerést szerezve a magyar komolyzenének. Indulásuk első évében már koncert meghívást kaptak Hágába majd Berlinbe. Az első szezon végén találkoztak Rachmaninovval, és Debussy-vel.
- A Vigadóban ma (1910. december 2.) hangverseny volt, melynek műsorát Claude Debussy műveiből válogatták össze. Eljött hozzánk a franciák hírneves zeneszerzője, aki dalainak zongorakíséretét játszotta. Vonósnégyesét Waldbauerék mutatták be. Debussy kijelentése szerint jobban játszották, mint Ysayer-kvartett. Debussy azért jött el Párizsból, hogy az embereket megtanítsa művei interpretálására. Valóban ezeknél a műveknél az interpretálásnak döntő jelentősége van. A legfinomabb hangulatból is karikatúra válik, ha rosszul játsszák. Debussy mindjárt az első próbán azonban korrigálás helyett megölelte őket...[2]

Debussy elragadtatással beszélt a kvartettről és meghívta őket Párizsba, amely meghívásnak a következő esztendőben eleget is tettek. Megismerkedtek a francia kamarazenei élettel. Debussy, Ravel, Franck műveinek előadása mellett, a modern magyar kamarazeneművek is repertoárjukon szerepelt, Bartók, Kodály, Dohnányi, Weiner munkásságát népszerűsítve. Művészetük híre gyorsan terjedt. Romain Rolland indítványára a Sorbonne is meghívta őket. A következő években sokszor megfordultak Hollandia számos városának koncerttermeiben, Svájc, Németország, Olaszország, Spanyolország városaiban játszottak, mindenütt nagy elismerést és tiszteletet kivívva. 
Itthon lassan és hosszú idő elteltével értek el méltó általános elismeréseket. Járták a vidéki városok előadótermeit, koncerttermeit, és vitték el a komoly-zenélés örömét a legtávolabbi vidékekre is, a rádiózás, lemezkultúrának előretörése előtti időszakban.  1914-ben a háború kitörése előtt még a londoni rádió kamarazenei ünnepén szerepeltek. 
Számtalan külföldi kortárs darabot játszottak először Budapesten (pl. még 1910-ben Debussyét, a későbbi években Reger vonósnégyesét, Erich Wolfgang Korngold, Albert Roussel, Darius Milhaud, Schönberg különböző kamaradarabjait. Ezek mellett a klasszikus–romantikus repertoárban is nagyszerűt produkáltak.
Az első világháború idején megtorpant a sikersorozat, aminek legfőbb oka, hogy a vonósnégyes valamennyi tagja katonai szolgálatot teljesített. Waldbauer Imre a háború kitörésétől  1916 elejéig a fronton szolgált, Kerpely Jenő is, több mint másfél évig. Molnár Antal helyére lépő Kornstein Egon brácsás pedig több, mint két esztendeig szolgált a hadseregben. Leszerelésüket követően, a háború utolsó évében Berlinben léptek fel a város által rendezett "Zeitgenössische Kammermusik" hangversenysorozat egyik meghívott előadójaként 1918-ban.  
1921-ben és 1925-ben a Salzburgi zenei játékokon koncerteztek, míg a hazai Beethoven-, Schubert-, és Haydn centenáriumi ünnepségek főszereplői is ők voltak ekkoriban. Az 1927-ben Londonban Beethoven halálának centenáriumára rendezett ünnepségsorozatban a bécsi mester valamennyi kvartettjét megszólaltatták. (Külföldön általában a Magyar vonósnégyes-társaság nevet használták.)
Huszonöt éves fennállásuk idején összegezték addigi teljesítményeiket: - közel 600 nyilvános hangversenyt adtak, amelyből 210 esetben szerepelt magyar kompozíció a repertoárban. Bartók zenei művei 174 alkalommal, Kodály 210, Dohnányi 74, Weiner kamara művei pedig 72 alkalommal került előadásukban a közönség elé. További 12 kortárs magyar szerző, összesen 20 műve szerepelt előadásaikon, az első  huszonöt évben. 
Végleg 1946-ban köszöntek el a közönségtől, s a búcsúkoncerten egyebek között a londoni premiert követően bemutatták idehaza Bartók 6. vonósnégyesét, majd az együttes feloszlott. Waldbauer Imre 1946-ban hagyta el Magyarországot, és az Egyesült Államokba költözött, ahol a State University of Iowa professzora lett. 1948-ban Kerpely Jenő is emigrált, és ő is az Amerikai Egyesült Államokban telepedett le. 
A sors iróniája, hogy az akkori üzleti szemlélet, a jól eladható slágerek felvételei mellett tette le a voksát, míg a kevés bevétellel kecsegtető komolyzenei felvételek sorában a leghíresebb magyar kvartettről szinte alig készült hazai hangfelvétel. A vonósnégyes művészi nagyságának emlékét jobbára csak a kortársak visszaemlékezései, egykori kritikák, valamint a hangversenykrónikák őrzik.

## Külső hivatkozások
- A kvartett a Zeneakadémia honlapján képpel
- Tóth Aladár írása a Nyugatban
- Kuncz Aladár kritikája

## Kapcsolódó oldalak
- 1. vonósnégyes (Bartók)
- 2. vonósnégyes (Bartók)
- 3. vonósnégyes (Bartók)
- 4. vonósnégyes (Bartók)